# ALE (企業)
株式会社ALE（英文社名：ALE Co., Ltd.）は、科学とエンターテインメントを両立を掲げた民間宇宙企業。人工衛星を使い、世界初の人工流れ星を開発中。

## 概要
2011年現CEO、岡島礼奈が設立。宇宙エンターテインメント事業を中心に、人工流れ星の開発や衛星開発事業などを手がけている。4つの教育機関と共に技術の開発・研究を重ね、2018年の衛星初号機打ち上げに向けて取組んでいる。ALEという社名には、自身がエールビールが大好きで、人工流れ星が実現した暁には、多くの人がビールを片手に家族や友人と流れ星を楽しむ機会にしたい、という思いが込められている。

## 沿革
- 2011年 - 株式会社 ALE 現CEO、岡島礼奈により設立
- 2015年 - 人工流れ星技術の事業化を開始
- 2019年 - 人工衛星初号機、2号機打ち上げ
- 2023年 - 人工流れ星のイベントを広島・瀬戸内地域にて開催予定

## 協定校
- 東北大学
- 東京都立大学（元・首都大学東京）
- 神奈川工科大学
- 日本大学 [2]